# Škoda 26Tr
Škoda 26Tr je nízkopodlažní trolejbus vyráběný českou společností Škoda Electric s využitím karoserie firmy Solaris Bus & Coach. Obdobným typem trolejbusu se shodnou vozovou skříní je model Solaris Trollino 12 a na stejném základě vznikl také elektrobus Škoda 26BB.

## Historie

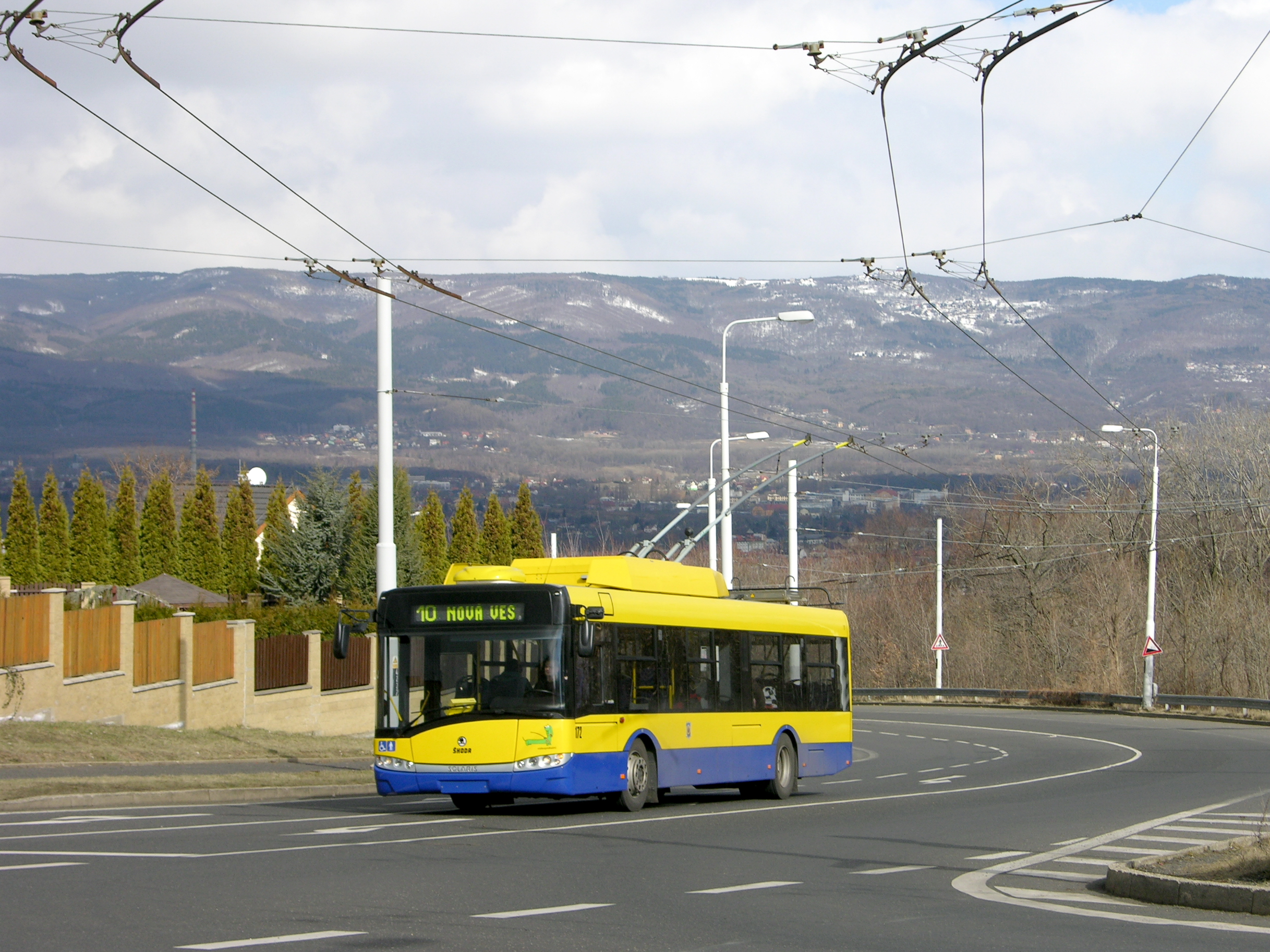
Škoda 26Tr v Teplicích

Prototypový trolejbus byl zkompletován v Plzni v průběhu května a června 2009. Po zkušebních jízdách bez cestujících, které probíhaly v Plzni, byl trolejbus přepraven v červenci 2009 do Jihlavy, kde pod evidenčním číslem 68 jezdil od 23. července 2009 ve zkušebním provozu s cestujícími. Celkem bylo do Jihlavy do konce roku 2011 dodáno 23 trolejbusů tohoto typu. Šest vozů typu 26Tr bylo v letech 2009 a 2010 dodáno i do Teplic. 30 trolejbusů 26Tr (v celkové hodnotě 14 milionů euro) vyrobila Škoda Electric také pro bulharskou Sofii (dodávky v letech 2010 a 2011). Šest vozů (z toho dva s pomocným dieselagregátem) zakoupil v roce 2010 také Městský dopravní podnik Opava. Pro Dopravní podnik města Pardubic vyrobila Škoda Electric v letech 2011–2014 celkem 10 vozů typu 26Tr, jejichž spolufinancování bylo zajištěno z evropských fondů ROP.
Čtyři vozy 26Tr byly v letech 2013 a 2014 dodány Dopravní společnosti Zlín-Otrokovice, v letech 2014 a 2015 bylo vyrobeno sedm trolejbusů 26Tr pro opavský dopravní podnik.
V září 2013 Škoda Electric oznámila, že uzavřela kontrakt na dodávku 100 trolejbusů do Bulharska za celkovou částku 1,2 miliardy korun. Vozidla byla rozdělena následovně: Burgas 22 ks, Pleven 40 ks, Stara Zagora 8 ks, Varna 30 ks.
V září 2014 podepsala Škoda Electric smlouvu na dodávku 6 trolejbusů pro Dopravní podnik Ostrava, na kterou má navázat dodávka 10 trolejbusů s pomocnými trakčními bateriemi v roce 2017.
V lednu 2016 uzavřela Škoda Electric smlouvu na dodání dvou vozů 26Tr s pomocným bateriovým pohonem (jako první v Česku) pro Dopravní společnost Zlín–Otrokovice a v červenci 2016 smlouvu na dodávku sedmi vozidel s pomocným bateriovým pohonem pro Plzeňské městské dopravní podniky.

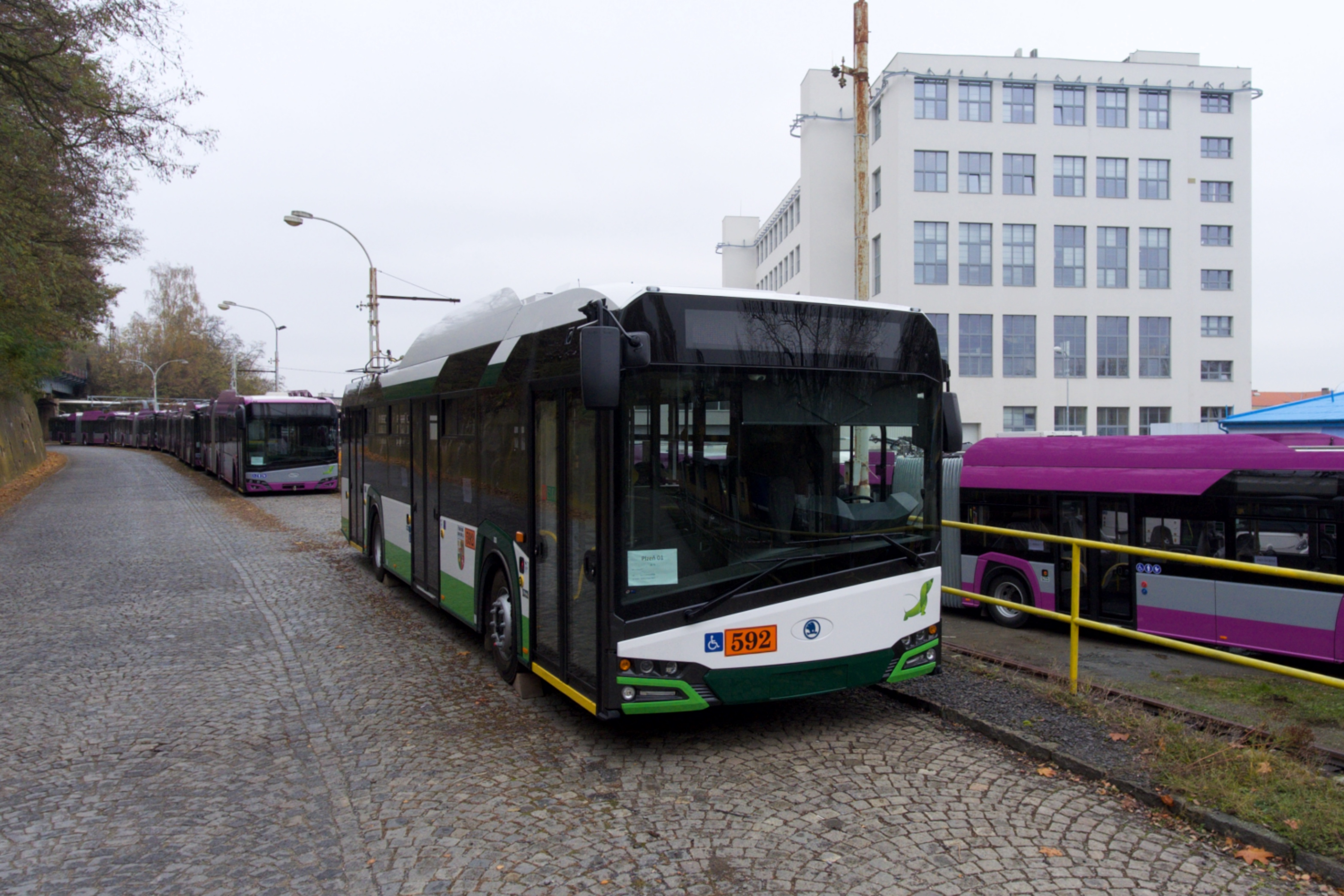
Škoda 26Tr s karoserií IV. generace pro Plzeň čeká na předání u výrobce Škoda Electric

V roce 2016 uzavřela Škoda Electric smlouvu na dodávku 3 trolejbusů 26Tr do Žiliny, které byly jako první vyrobeny v karoserii Solaris Urbino IV. generace.
V dubnu 2017 vyhrála Škoda Electric tendr na dodávku 10 trolejbusů 26Tr s bateriemi do Ostravy. V roce 2017 vyhrála Škoda Electric tendr na dodávku 14 trolejbusů 26Tr do rumunského města Galați. V srpnu 2017 podepsala Škoda Electric smlouvu na dodávku 5 trolejbusů 26Tr pro Dopravní podnik měst Chomutova a Jirkova. Dopravní podnik města Brna uzavřel na podzim 2017 s plzeňským výrobcem smlouvu na dodávku 10 trolejbusů typu 26Tr s pomocnými trakčními bateriemi.
V letech 2018 až 2020 pokračovala dodávka dalších 8 vozů do Žiliny, z toho 2 vozů s pomocným bateriovým pohonem. V roce 2021 byly do Plzně dodány další 4 vozy. V prosinci téhož roku Škoda Electric vyhrála tendr na 1 vůz pro Jihlavu. Kontrakt na dodávku 9 vozů Škoda 26Tr s trakčními bateriemi v letech 2023–2025 uzavřely Plzeňské městské dopravní podniky se Škodou Electric v prosinci 2022. Rámcová smlouva umožňuje využít do roku 2030 i opci na dalších až 24 kusů.
V listopadu 2022 jihlavský dopravní podnik odstavil z provozu vůz č. 69 z roku 2009, který o rok později zamířil k sešrotování. Jednalo se o první vyřazený vůz 26Tr.

## Dodávky trolejbusů
Od roku 2009 bylo vyrobeno 315 trolejbusů Škoda 26Tr.
| Současný stát | Město             | Článek | Karoserie     | Roky dodávek | Počet vozů | Evidenční čísla při dodání  | Poznámky                                                     | Zdroj  |
| ------------- | ----------------- | ------ | ------------- | ------------ | ---------- | --------------------------- | ------------------------------------------------------------ | ------ |
| Bulharsko     | Burgas            | článek | III. generace | 2014         | 22         | 13339–13347, 13523–13535    | všechny s dieselagregátem                                    | [ 24 ] |
| Bulharsko     | Pleven            | článek | III. generace | 2014         | 40         | 201–240                     | všechny s dieselagregátem                                    | [ 25 ] |
| Bulharsko     | Sofie             | článek | III. generace | 2010         | 30         | 1603–1632                   | všechny s dieselagregátem                                    | [ 26 ] |
| Bulharsko     | Stara Zagora      | článek | III. generace | 2014         | 8          | 1031–1038                   | všechny s dieselagregátem                                    | [ 27 ] |
| Bulharsko     | Varna             | článek | III. generace | 2014         | 30         | 300–329                     | všechny s dieselagregátem                                    | [ 28 ] |
| Česko         | Brno              | článek | III. generace | 2018         | 10         | 3301–3310                   | všechny s bateriovým pohonem                                 | [ 29 ] |
| Česko         | Chomutov – Jirkov | článek | III. generace | 2018         | 5          | 106–110                     |                                                              | [ 30 ] |
| Česko         | Jihlava           | článek | III. generace | 2009–2011    | 23         | 68–90                       |                                                              | [ 31 ] |
| Česko         | Jihlava           | článek | IV. generace  | 2022         | 1          | 94                          |                                                              | [ 31 ] |
| Česko         | Opava             | článek | III. generace | 2010–2015    | 13         | 301–313                     | 305 a 306 s dieselagregátem                                  | [ 32 ] |
| Česko         | Ostrava           | článek | III. generace | 2010–2018    | 23         | 3715–3727, 3731–3740        | 3722–3727 se superkapacitory, 3731–3740 s bateriovým pohonem | [ 33 ] |
| Česko         | Pardubice         | článek | III. generace | 2012–2014    | 10         | 323–332                     |                                                              | [ 34 ] |
| Česko         | Plzeň             | článek | III. generace | 2011–2018    | 42         | 531–534, 545–582            | 551 a 552 s dieselagregátem, 565–582 s bateriovým pohonem    | [ 20 ] |
| Česko         | Plzeň             | článek | IV. generace  | 2019–2024    | 18         | 591–600, 605–612            | všechny s bateriovým pohonem                                 | [ 35 ] |
| Česko         | Teplice           | článek | III. generace | 2009–2010    | 6          | 172–177                     |                                                              | [ 36 ] |
| Česko         | Zlín – Otrokovice | článek | III. generace | 2013–2016    | 6          | 251–254, 271–272            | 271 a 272 s bateriovým pohonem                               | [ 37 ] |
| Rumunsko      | Galați            | článek | III. generace | 2017–2019    | 17         | 1678–1691, 1715, 1716, 1722 | 1678–1691 se superkapacitory                                 | [ 38 ] |
| Slovensko     | Žilina            | článek | IV. generace  | 2017–2020    | 11         | 278–286, 301, 302           | 301 a 302 s bateriovým pohonem                               | [ 19 ] |

## Galerie

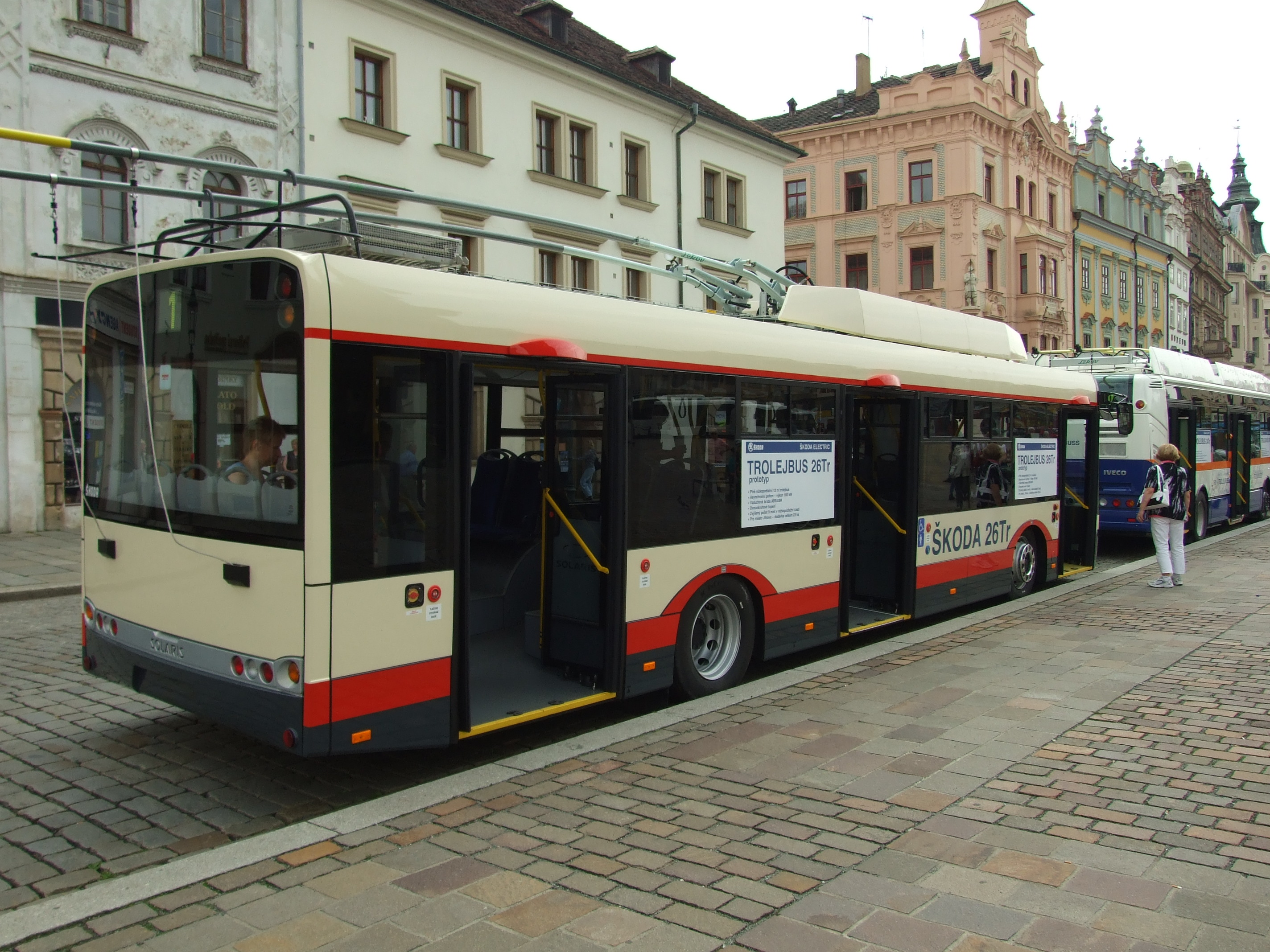
Prototyp trolejbusu Škoda 26Tr na výstavě v Plzni
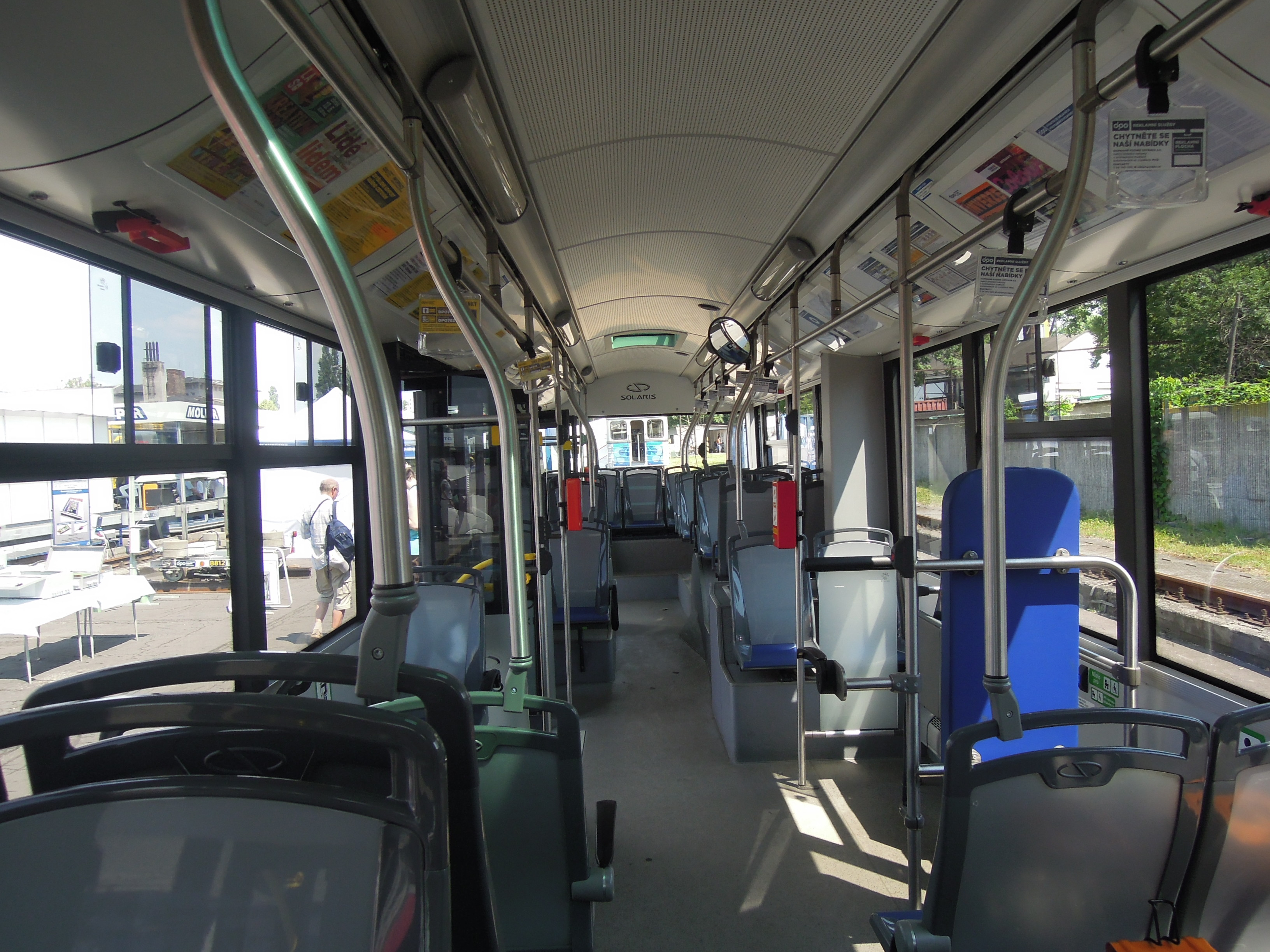
Interiér trolejbusu Škoda 26Tr Dopravního podniku Ostrava
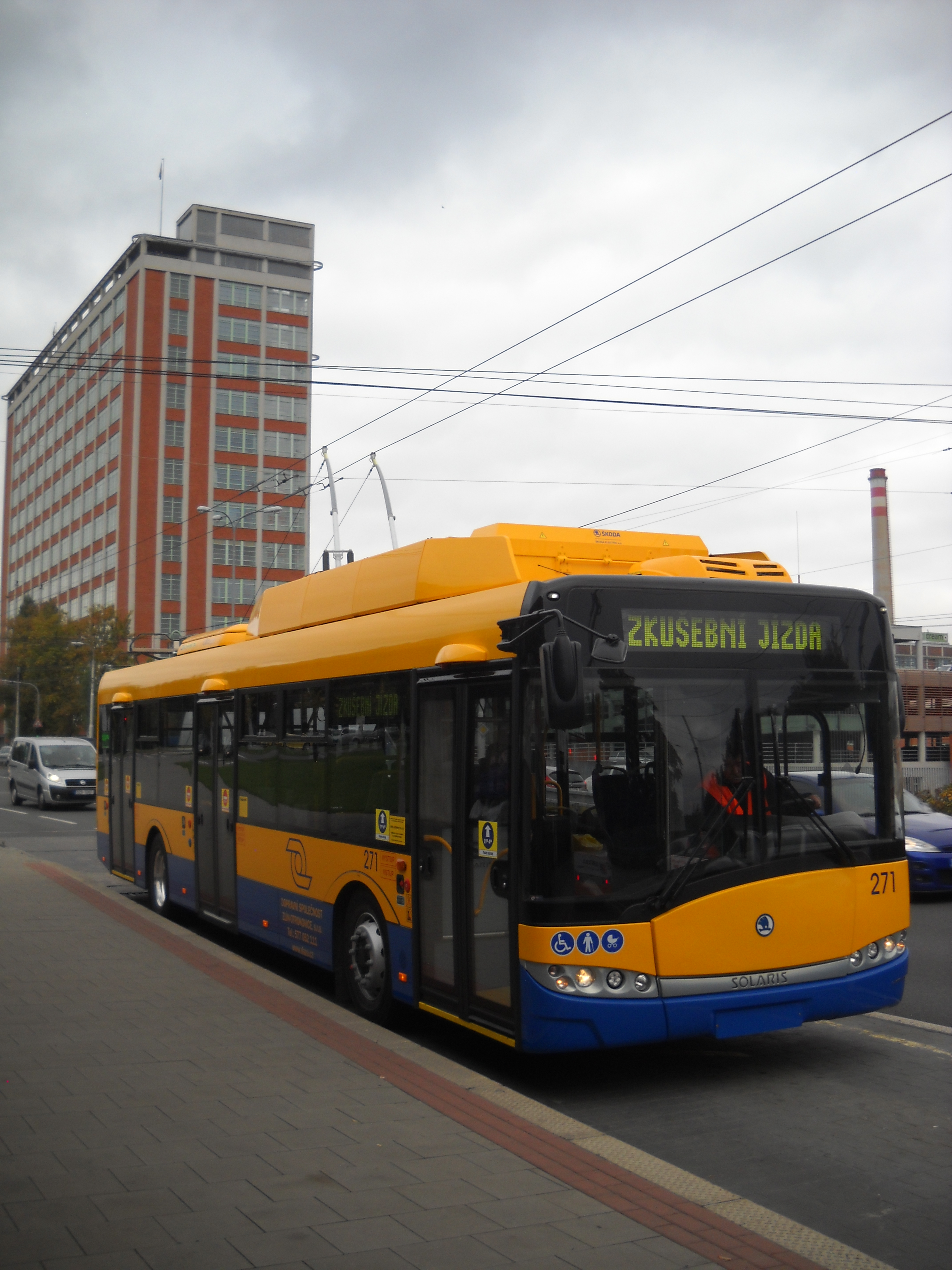
Zlínský vůz 26Tr s pomocným bateriovým pohonem
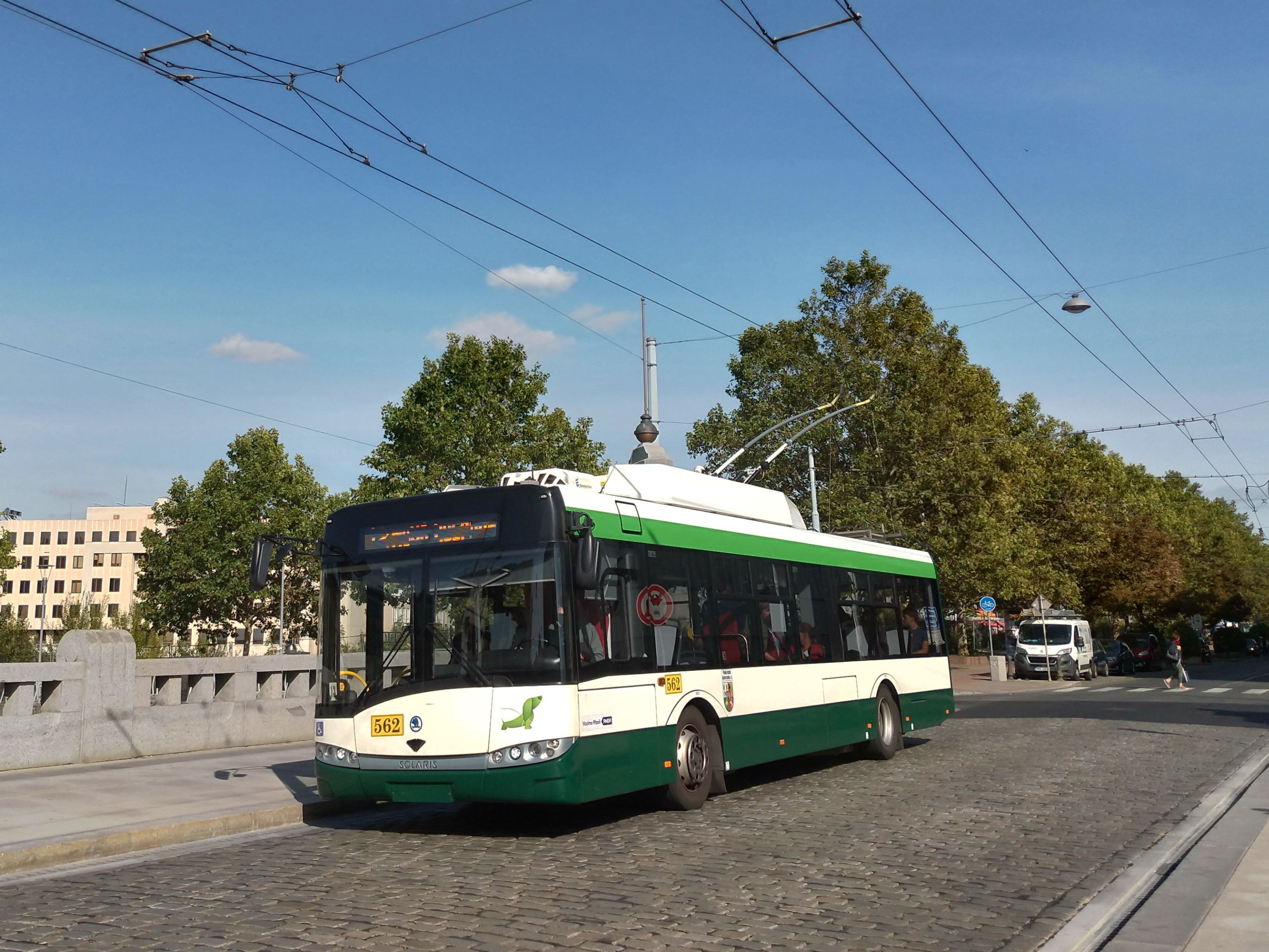
Škoda 26Tr v Plzni na Wilsonově mostě
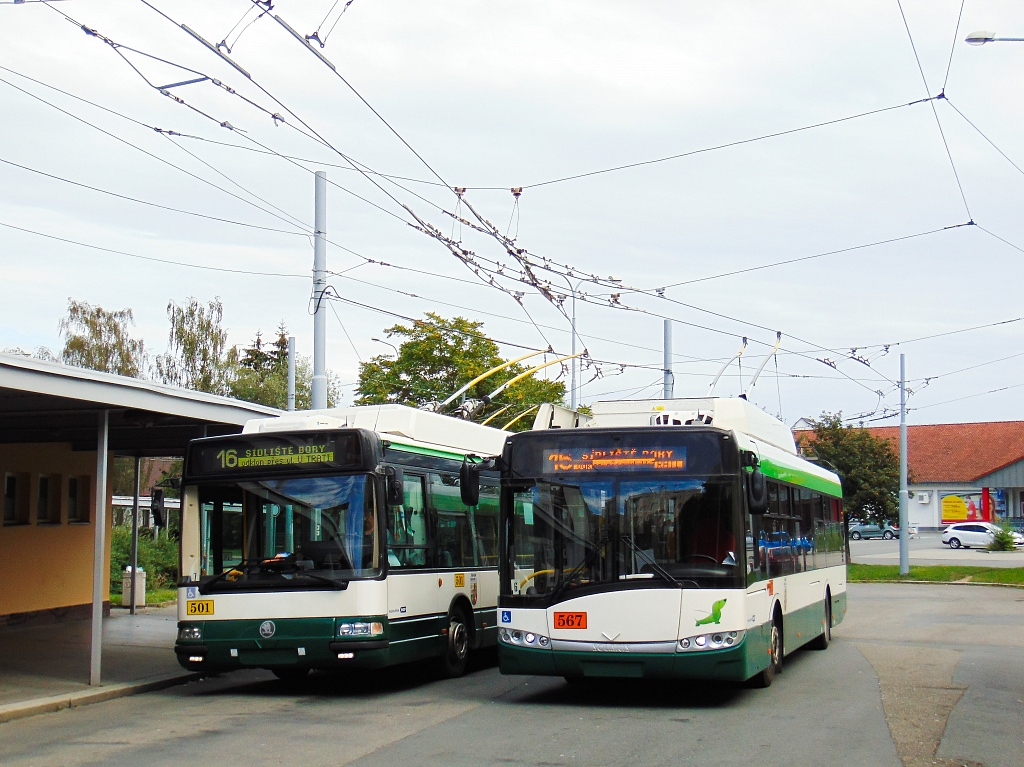
Škoda 24Tr a Škoda 26Tr v Plzni
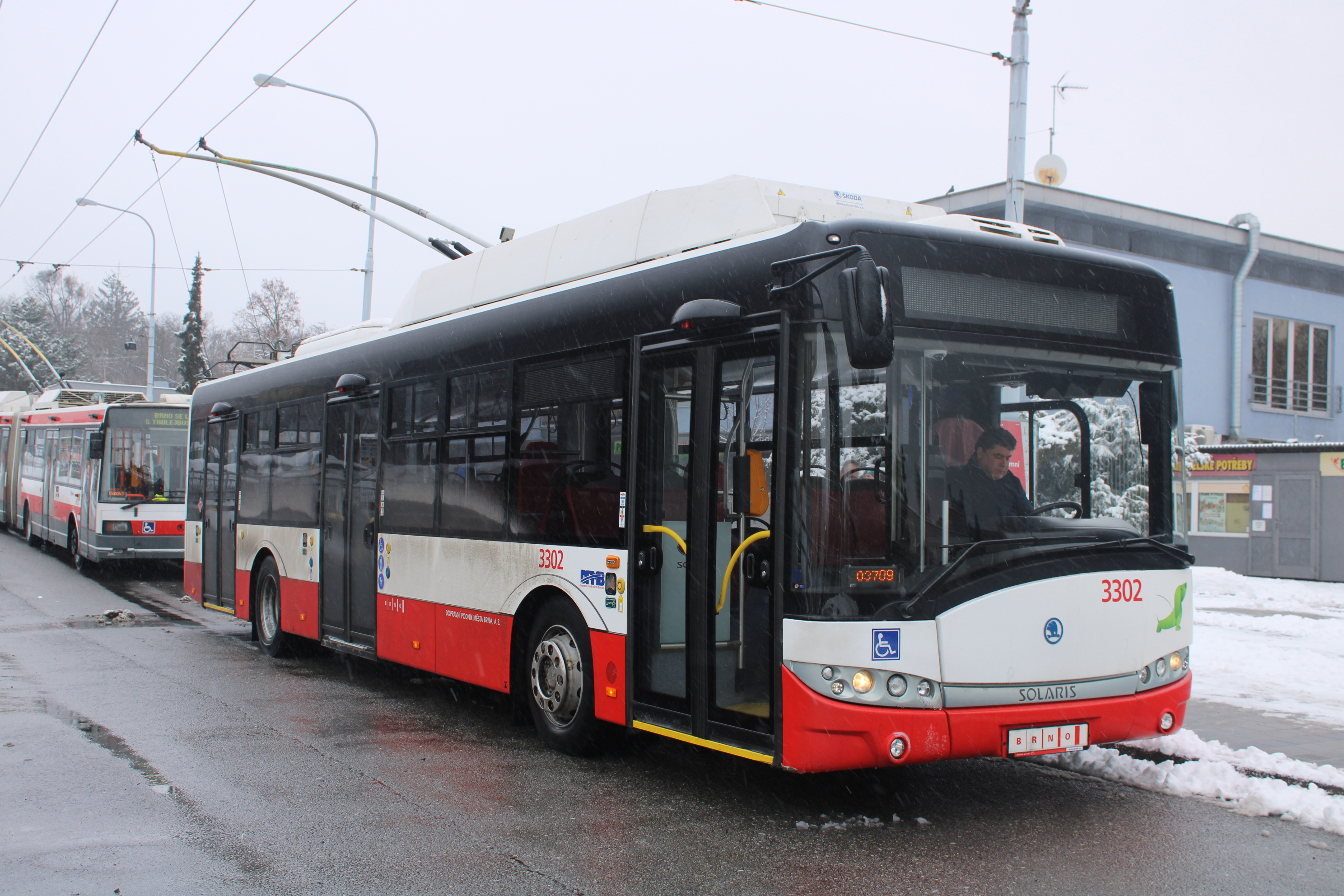
Škoda 26Tr v Brně